# Дояздув
Доя́здув (пол. Dojazdów) — село в Польше в сельской гмине Коцмыжув-Любожица Краковского повета Малопольского воеводства
Село располагается в 15 км от административного центра воеводства города Краков.
В 1975—1998 годах село входило в состав Краковского воеводства.

## Население
По состоянию на 2013 год в селе проживало 989 человек.
| 2010 | 2013 |
| ---- | ---- |
| 949  | 989  |

| Перепись  | Всего   | Всего | Женщины | Женщины | Мужчины | Мужчины |
| --------- | ------- | ----- | ------- | ------- | ------- | ------- |
| Единицы   | человек | %     | человек | %       | человек | %       |
| Население | 989     | 100   | 507     |         | 482     |         |